# Vito Globočnik
Vito Globočnik, slovenski slikar in grafik, * 27. maj 1920, Bistrica pri Tržiču, † 6. avgust 1946, Ljubljana.
Študiral je na zagrebški likovni akademiji, vendar študija ni končal. Leta 1943 je bil interniran v Italijo. Septembra istega leta se je priključil NOB-u, kjer se je ukvarjal z likovno propagando. Pomembnejše delo iz partizanskega obdobja je mapa linorezov Herrnvolk.
Poročen je bil s slikarko Alenko Gerlovič.

## Vir
1. ↑  Enciklopedija Slovenije 3. zv., Eg-Hab, Mladinska knjiga, Ljubljana 1989